# Compay Segundo
Compay Segundo (właśc. Máximo Francisco Repilado Muñoz; ur. 18 listopada 1907 w Siboney, zm. 13 lipca 2003 w Hawanie) – kubański muzyk, gitarzysta i kompozytor.
Urodził się i dorastał na Kubie w mieście Santiago de Cuba. Na Kubie zyskał popularność już w latach 50., znany przede wszystkim jako bardzo dobry gitarzysta i kompozytor wielu popularnych kubańskich melodii i piosenek. W młodości grał także na klarnecie oraz bongosach. Jest także wynalazcą armonico – siedmiostrunowego instrumentu podobnego do gitary.
Jego pseudonim „Compay” wywodzi się z faktu że grał drugi głos (stąd „Segundo” – drugi) w zespole Los Compadres w latach 50. („Compadre” można przetłumaczyć jako dobry przyjaciel).
Międzynarodową sławę i uznanie zyskał w roku 1997 wraz z ukazaniem się albumu zespołu Buena Vista Social Club, w którego nagrywaniu w studiu Egrem na Kubie uczestniczył. Płyta stała się światowym bestsellerem i zdobyła nagrodę Grammy. Wystąpił w filmie dokumentalnym pod tym samym tytułem, który reżyserował Wim Wenders, film także stał się bardzo popularny i rozsławił zespół na całym świecie.
Jedną z jego najsłynniejszych kompozycji jest „Chan Chan”, który rozpoczyna zarówno płytę, jak i film, utwór ten stał się rozpoznawalny na całym świecie, Compay wykonywał go między innymi przed tak znanymi ludźmi jak papież Jan Paweł II czy Fidel Castro.
Pytany o receptę na długowieczność odpowiadał krótko: mutton consommé (rodzaj rosołu gotowanego na baranich kościach) i łyk rumu.

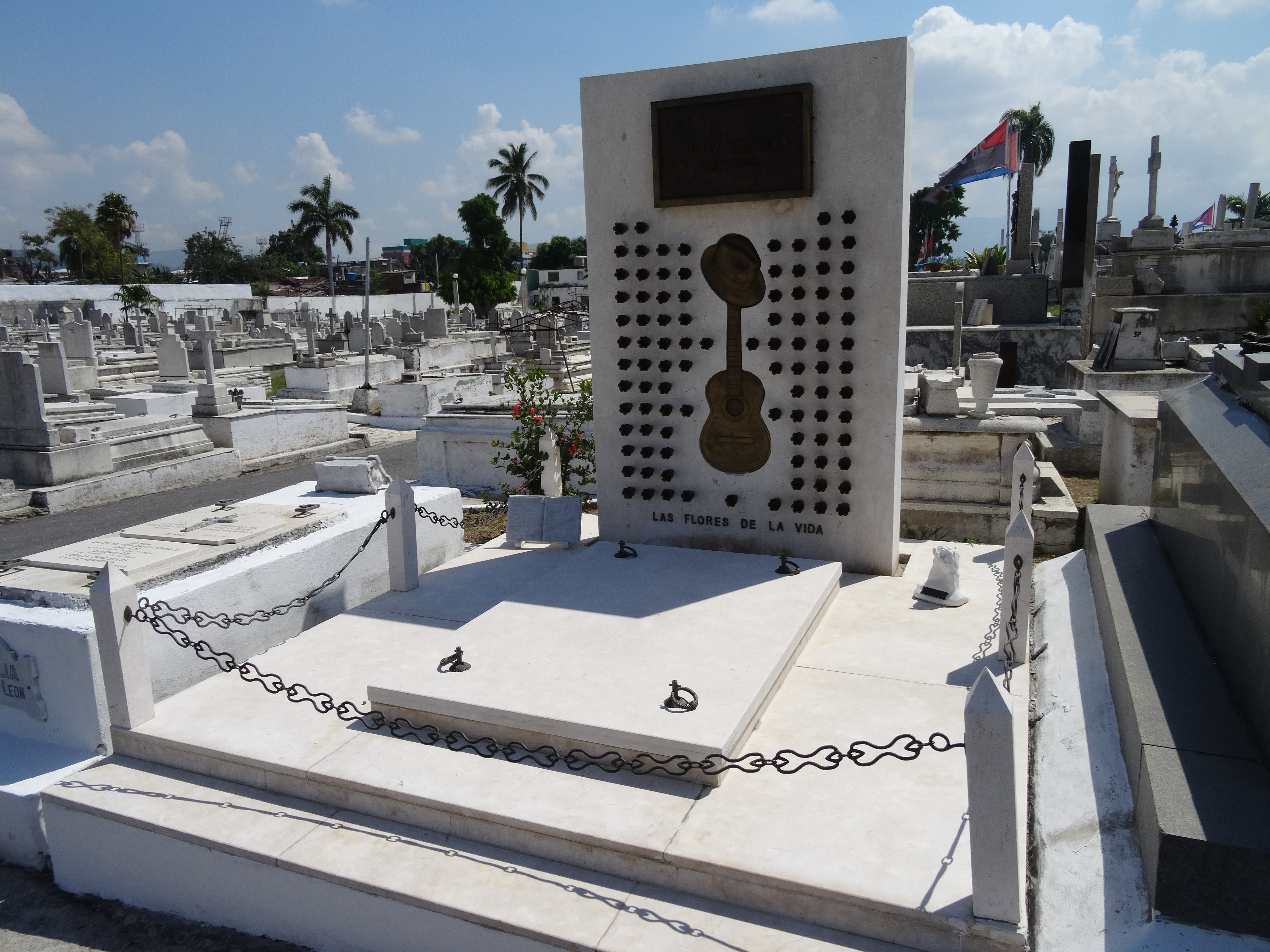
Grobowiec Compaya Segundo w Santiago de Cuba. 96 kwiatów symbolizuje lata życia artysty

Compay Segundo zmarł 13 lipca 2003 roku z powodu ciężkiej niewydolności nerek. Po jego śmierci, na dziedzińcu najsłynniejszego hotelu w Hawanie – Hotelu Nacional odsłonięto pomnik poświęcony jego pamięci. Pomnik przedstawia Compaya z charakterystycznym kapeluszem na głowie, pudłem z gitarą i cygarem w dłoni. Stworzył go Alberto Lescaya, który był wieloletnim przyjacielem Segundo. W uroczystości odsłonięcia uczestniczyło około 100 prominentnych obywateli Kuby.
Spoczywa na Cementerio de Santa Ifigenia w Santiago de Cuba.